# スタジオマトリックス
有限会社スタジオマトリックスは、かつて存在したアニメーション制作を主な事業内容とする日本の企業。

## 概要
サンライズ、スタジオディーンを経て、マッドハウスで『Bビーダマン爆外伝V』のプロデューサーを務めていた白井勝也が同作の制作班を母体として設立したアニメ制作会社である。設立後しばらくはマッドハウスの制作分室としてスタジオのフロアを間借りしていた。スタジオ移転後もマッドハウスとの関係は続き、マッドハウス作品のグロス請けを中心に活動していた。後にスタジオ雲雀のスタッフ数名が主体となってデジタル部を設立した。
2003年の『グリーングリーン』より元請制作にも進出する。しかし、2006年は少なくともテレビアニメには参加せず、最終的には『鉄子の旅』のグロス請けを以って活動を停止した。

## 主な作品

### 元請制作
- グリーングリーン （2003年）
- UG☆アルティメットガール （2005年）

### 制作協力
- ブギーポップは笑わない Boogiepop Phantom （2000年、制作元請：マッドハウス、各話制作協力）
- サクラ大戦TV （2000年、制作元請：マッドハウス、各話制作協力）
- 陽だまりの樹 （2000年、制作元請：マッドハウス、各話制作協力）
- 爆転シュート ベイブレード （2001年、制作元請：マッドハウス、制作協力）
- 魔法少女猫たると （2001年、制作元請：ティー・エヌ・ケー・マッドハウス、制作協力）
- チャンス〜トライアングルセッション〜 （2001年、制作元請：マッドハウス、制作協力）
- ドラゴンドライブ （2002年-2003年、制作元請：マッドハウス、制作協力）
- 炎の蜃気楼 （2002年、制作元請：マッドハウス、制作協力）
- ぴたテン （2002年、制作元請：マッドハウス、制作協力）
- TEXHNOLYZE （2003年、制作元請：マッドハウス、各話制作協力）
- Di Gi Charat劇場 ぴよこにおまかせぴょ! （2003年、制作元請：マッドハウス、各話制作協力）
- デ・ジ・キャラットにょ （2003年-2004年、制作元請：マッドハウス、各話制作協力）
- HUNTER×HUNTER G・I Final （2004年、制作元請：日本アニメーション、各話制作協力）
- せんせいのお時間 （2004年、制作元請：J.C.STAFF、制作協力）
- 創聖のアクエリオン （2005年、制作元請：サテライト、各話制作協力）
- いちご100% （2005年、制作元請：マッドハウス、制作協力）
- キスダム -ENGAGE planet- （2007年、制作元請：サテライト、各話制作協力）
- 鉄子の旅 （2007年、制作元請：グループ・タック、各話制作協力）